# Estación CUTLAJO

CUTLAJO será la séptima estación de la Línea 4 del Tren Eléctrico de Guadalajara en sentido norte a sur, y la segunda en sentido opuesto.
La construcción de esta estación ha sido planeada para comenzar junto a otras más en el mes de junio de 2023. Se han colocado carteles informativos sobre el inicio de obras y se ha notificado a vecinos. Esta estación servirá principalmente a los estudiantes del Centro Universitario de Tlajomulco.
Esta estación se ubica en la Calle Constitución Oriente en su cruce con Jardines de Tlajomulco, a las afueras del fraccionamiento homónimo, del fraccionamiento Cima del Sol y del CUTlajomulco.

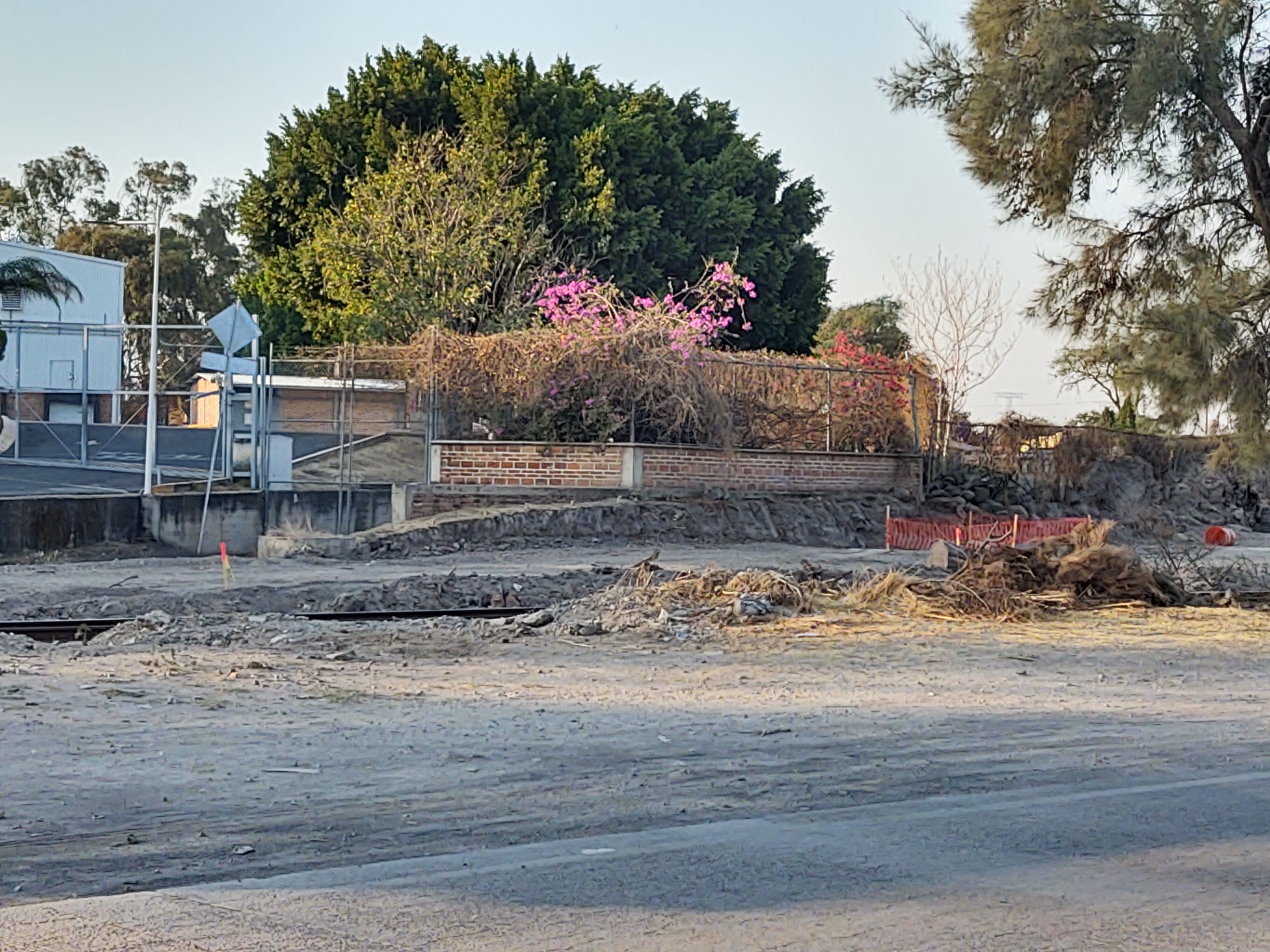
La construcción de los cimientos de la estación en mayo de 2023.

## Puntos de interés
- CUTlajomulco
- Fraccionamiento Cima del Sol
- Fraccionamiento Jardines de Tlajomulco